# Shivaki
Shivaki (рус. Шиваки) — торговая марка бытовой техники, позиционирующая себя как японский бренд.

## История
В 1987 году в Гонконге была зарегистрирована торговая марка Shivaki для открывшегося торгового рынка в СССР, позиционируя себя как японский бренд. Первые импортные магнитофоны в Союзе можно было приобрести у фарцовщиков, в начале 90-х в России на рынке появились видеодвойки Shivaki.
В 1994 году торговая марка была продана немецкой компании AGIV. В 1999 году в партнёрстве с российской компанией ЗАО «Радиоимпорт», было налажено производство телевизоров и холодильников под маркой Shivaki в России. В настоящее время продукция под торговой маркой Shivaki собирается на заводах ООО «Технопром» и ООО «Айстрон» в Калининградской области и на заводах «TCL Air Conditioner» и «Hefei Hualing Co.,Ltd» в Китае.
В 2012 году в Зеленодольске на территории завода ОАО «ПОЗиС» (Ростех) была запущена сборка холодильников под маркой Shivaki, в открытии конвейера принял участие соучредитель ЗАО «Радиоимпорт» Андрей Колесников.
В Гонконге и Дубае зарегистрированы две одноименные компания «Shivaki (Japan) Industries Ltd». Торговая марка принадлежала российскому предпринимателю Андрею Колесникову который владел логистическими компаниями и сборочным заводом Айстрон.
С 2014 года в Узбекистане на мощностях компании ООО «Artel Electronics» организовано производство бытовой техники под брендом Shivaki.